# 75 Rockefeller Plaza
75 Rockefeller Plaza es un rascacielos de oficinas en el lado norte de la calle 51 en Midtown Manhattan, Nueva York (Estados Unidos). Originalmente fue construido como una extensión norte del Rockefeller Center.

## Historia
En julio de 1944, los Rockefeller comenzaron a planificar una nueva torre de 16 pisos para albergar a la Standard Oil Company (Esso), que había superado su contrato de arrendamiento en el cercano 30 Rockefeller Plaza. La estructura se completó en 1947 en estilo moderno temprano. Originalmente se conocía como el Esso Building. Al finalizar, era el edificio con aire acondicionado más alto de Nueva York y el primero en el Rockefeller Center. También albergaba el restaurante Schrafft's, que tenía una capacidad de 1283 personas, lo que lo convertía en más grande del mundo en ese momento. El sucesor de Standard Oil, Exxon, se mudó a la recién construido Exxon Building en 1971.
En 1973, se reemplazaron los sistemas de calefacción, ventilación y aire acondicionado, junto con algunas mejoras en los sistemas eléctricos. Después de estas renovaciones, Warner Communications (más tarde Time Warner) arrendó todos los 53 000 m² del antiguo espacio de Exxon, lo que llevó al edificio a ser conocido como Warner Communications Building. Warner inicialmente ocupaba solo 32 000 m² de espacio y subarrendó el resto a inquilinos, incluidos Financial Times, Thomson-CSF, PBS y The Economist. En diciembre de 1996, un incendio en el TGI Fridays en el sótano provocó una pequeña explosión en una sala de equipos del último piso, lo que provocó la evacuación del edificio. En 2012, Time Warner indicó que no renovarían su espacio debido a su traslado al Time Warner Center, que dejaría el edificio prácticamente vacío en 2014.
Después de que Time Warner desocupó el espacio, los propietarios del Rockefeller Center contrataron RXR Realty por un contrato de arrendamiento de 99 años y 500 millones de dólares para administrar el espacio de oficinas. Como parte del acuerdo, RXR gastaría 250 millones de dólares para renovar el edificio en un plan diseñado por Kohn Pedersen Fox. La renovación incluyó un nuevo vestíbulo, reemplazo de las cabinas de los ascensores, nuevos sistemas mecánicos, eléctricos, de plomería y HVAC, y una restauración completa de la fachada. Tras la renovación, RXR aseguró a Merrill Lynch Wealth Management como el inquilino principal en junio de 2016 con 11 600 m² arrendamiento. The American Girl Store también firmó un contrato de 2 pisos, 3700 m² contrato de arrendamiento para trasladar su tienda insignia de la cercana Quinta Avenida. En agosto de 2017, el banco austriaco Erste Group arrendó 1300 m² para su puesto de avanzada en Nueva York. En octubre de 2018, la startup de coworking Convene anunció planes para abrir 1300 m², "Club 75" solo para invitados en el piso 32 con biblioteca, comedor, salón y espacio para eventos.

## Propietarios
El edificio es propiedad de Mohamed Al Fayed y es administrado y alquilado por RXR Realty.